# لودر (ماجين)
لودر (بالفارسية: لودر) هي قرية تقع في إيران في قسم ماجين الريفي. يقدر عدد سكانها بـ 72 نسمة .